# کود آلی

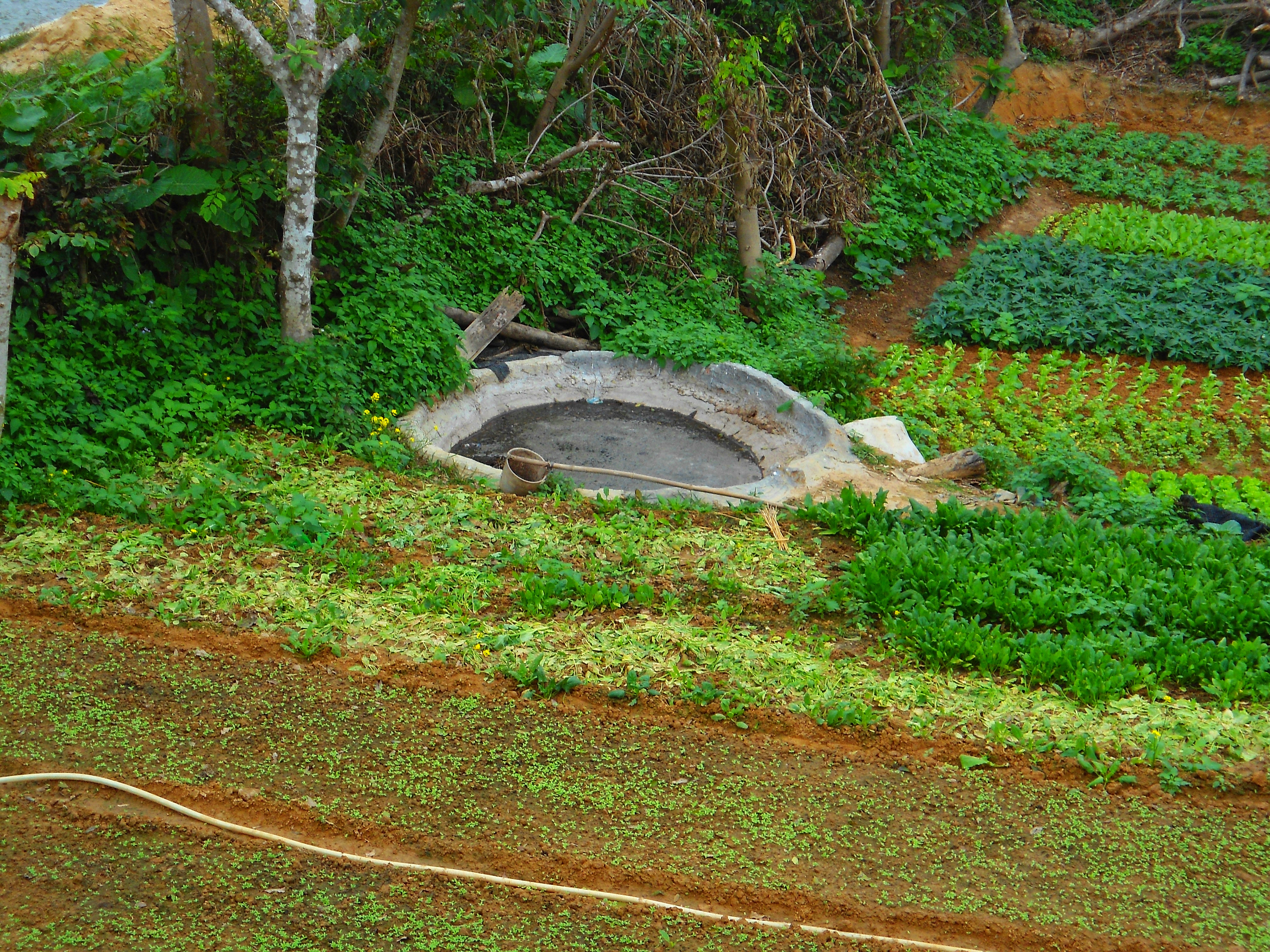
یک مخزن سیمانی حاوی کود گاوی مخلوط با آب. این در روستایی استان هاینان چین رایج است. به سطل روی چوبی که کشاورز برای استفاده از مخلوط استفاده می‌کند توجه کنید.

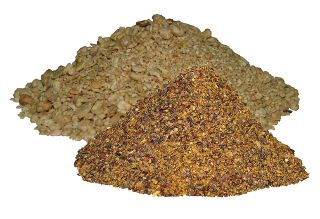
آرد استخوان و پودر گوشت را می‌توان برای تحریک رشد ریشه و آزادسازی فسفر به خاک اضافه کرد.

کودهای آلی (به انگلیسی: Organic fertilizer) کودهایی هستند که به‌طور طبیعی تولید می‌شوند. کودها موادی هستند که می‌توانند به خاک یا گیاهان اضافه شوند تا مواد مغذی را تأمین کنند و رشد را حفظ کنند. کودهای آلی معمولی شامل تمام پسماندهای جانوری از جمله ضایعات فرآوری گوشت، کود دامی، دوغاب و گوانو است. به علاوه کودهای گیاهی مانند کمپوست و جامدات زیستی. «کودهای آلی» معدنی شامل مواد معدنی و خاکستر است. آشفتگی ارگانیک به اصول کشاورزی ارگانیک اشاره دارد، که تعیین می‌کند آیا کود می‌تواند برای کشاورزی ارگانیک تجاری استفاده شود، نه اینکه آیا کود از ترکیبات آلی تشکیل شده‌است یا خیر.
کودهای آلی اصلی عبارتند از: ذغال سنگ نارس، پسماندهای جانوری، پسماندهای گیاهی حاصل از کشاورزی و لجن فاضلاب تصفیه‌شده.